# 趙維藩
趙維藩（1462年—？），字介夫，號龍山，直隸真定府元氏縣人，明朝政治人物。

## 生平
順天府鄉試第一百二十六名。弘治三年（1490年），登庚戌科三甲第九十三名進士。授陝西郃陽縣知縣，擢刑部主事，歷升湖廣長沙府知府，正德五年（1510年）以重囚劫狱，有旨降一级，适以丁忧去職。十一年八月復除直隸太平府知府，升貴州參政，因病乞休。

## 家族
其先山西定襄人，永樂中遷居元氏杜莊村。曾祖趙鑑；祖父趙福貴，廵檢；父趙彛，監生。母魏氏；繼母劉氏。慈侍下。